# Sudan na Letnich Igrzyskach Olimpijskich 1988
Sudan na Letnich Igrzyskach Olimpijskich 1988 reprezentowało 8 zawodników (wszyscy mężczyźni). Reprezentanci Sudanu nie zdobyli żadnego medalu na tych igrzyskach.

## Skład kadry

### Boks
Mężczyźni
- Peter Anok - waga kogucia - 33. miejsce
- John Mirona - waga piórkowa - 17. miejsce
- Tobi Pelly - waga lekka - 17. miejsce
- Abdullah Ramadan - waga lekkośrednia - 17. miejsce
- Mohamed Hammad - waga superciężka - 9. miejsce

### Lekkoatletyka
Mężczyźni
- Omer Khalifa - 1500 metrów - 12. miejsce
- Abdel Rahman Massad - 5000 metrów - odpadł w eliminacjach
- Ahmed Musa Jouda - 10000 metrów - odpadł w eliminacjach